# Lingua ǁxegwi
La lingua ǁxegwi è una lingua estinta un tempo parlata nell'Africa sudorientale (Repubblica Sudafricana, nelle vicinanze del confine con lo Swaziland), appartenente alla famiglia delle lingue khoisan.
La lingua era nota con svariati altri nomi e grafie alternative (ǁxegwe, ǁxekwi, abathwa, amabusmana, amankgqwigqwi, batwa, boroa, bush-C, giǀkxigwi, kiǁkxigwi, kloukle, lxloukxle, nkqeshe, tloue, tloutle).
La lingua risulta al giorno d'oggi estinta, dal momento che l'ultimo parlante risulta essere morto nel 1988.